# 英國脫歐協議

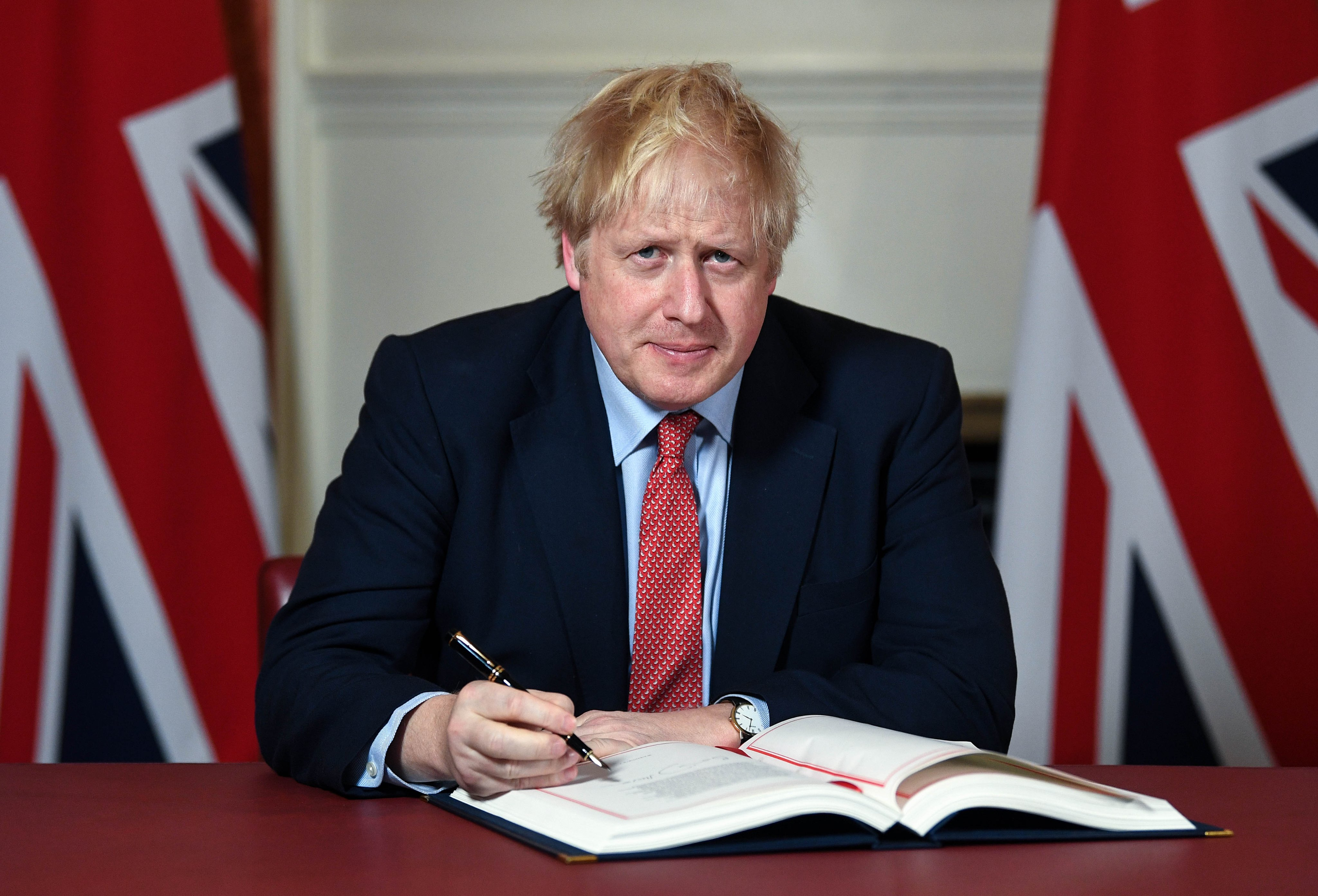
英國首相約翰遜簽署英國退歐協議離開歐盟

英國脫歐協議是歐盟、歐洲原子能共同體与英國之間于2020年1月24日簽署的一項條約，正式名稱為《大不列顛及北愛爾蘭聯合王國退出歐洲聯盟和歐洲原子能共同體协定》（Agreement on the withdrawal of the United Kingdom of Great Britain and Northern Ireland from the European Union and the European Atomic Energy Community），其中规定了英國退出歐盟和歐洲原子能共同體的条款。條約文本於2019年10月17日公布。